# John H. Hoeppel
John Henry Hoeppel (ur. 10 lutego 1881 w Tell City, zm. 21 września 1976 w Arcadia)) – amerykański polityk, członek Partii Demokratycznej.

## Działalność polityczna
W okresie od 4 marca 1933 do 3 stycznia 1937 przez dwie kadencje był przedstawicielem nowo utworzonego 12. okręgu wyborczego w stanie Kalifornia w Izbie Reprezentantów Stanów Zjednoczonych.